# ダラーラ・F3 2019
ダラーラ・F3 2019（Dallara F3 2019）は、イタリアのレーシングカーコンストラクター、ダラーラが製作したフォーミュラカーである。2019年から2024年までFIA F3選手権で使用されていた。

## 概要
F3 2019は、2018年11月にGP3シリーズ・最終戦アブダビラウンドで発表された。

## デザイン

### シャシー
ダラーラ・GP3/16と同じ設計だが、ライドハイトの感度を低くし、幅広いサスペンションセッティングに対応しており、オーバーテイクがしやすくなるように最適化されているという。また、スチール製のドライバー頭部保護デバイス「ハロ」や「DRS」を搭載している。

### エンジン
エンジンはメカクローム製3.4 L (207 cu in)V6自然吸気エンジンを搭載し、GP3搭載時の最大出力は300kw (400馬力)だったが、280kw (380馬力)と20馬力減少した。

### タイヤ
タイヤはピレリを着用。